# Henri-Alphonse Deckherr
Henri-Alphonse Deckherr (1842-1933) est un général de division français dont le nom est associé à la Guerre de 1870.

## Biographie
Henri-Alphonse Deckherr est le fils de Joseph-Alphonse Deckherr, directeur des mines de la Tardivière entre Mouzeil et Les Touches, et le petit-fils de Rodolphe-Henri Deckherr, imprimeur à Montbéliard. Il est l'oncle du général Robert Touchon.
Ayant fait ses études à l’école spéciale militaire de Saint-Cyr en 1860, il est nommé sous lieutenant le 1er octobre 1862, en Algérie au 36e RI. Lieutenant en août 1868. Durant la guerre contre les Allemands en 1870, il participe à la bataille de Frœschwiller. Nommé Capitaine à Sedan, le 20 août 1870, il est fait prisonnier avec le reste de l'armée.  
Capitaine en premier en février 1874 et major en juin 79 au 110e RI puis Chef de bataillon le 24 avril 1880. En mars 1889 il est nommé lieutenant-colonel au 58e RI. Le 19/07/1892 : colonel  du 153e RI. Nommé le 01/09/97 Gén. de Brig. Comdt. la 21e Brig. d'infanterie et subdiv. de région de Nancy et de Toul (1898, 99, 00, 1901).  
Promu le 30 décembre 1901 Gén. de Div. Comdt. la 41e Div. d'infanterie (02, 03), puis le 7e corps d'armée à Besançon (1903/1907), le 27/03/07 placé dans la section de réserve.

### Grades
- 19/07/1892 : colonel
- 01/09/1897 : général de brigade
- 30/12/1901 : général de division

### Décorations
- Légion d'honneur Dossier  LH/683/38.–  Chevalier LH le 29/12/82, Officier LH le 30/12/95, Commandeur le 29/12/03, élevé à la dignité de GO LH le 14/01/1907(remise de GO LH faite le 29 janvier 1907 par le président de la République en même temps au général de Div. Berthier et Deckherr ainsi que la Médaille militaire au Gén de Div. Dodds, GC LH le 11/07/02).

- Médaille Commémorative de la Guerre de 1870
- Médaille coloniale avec agrafe Algérie

### Postes
- 19/07/1892 : chef de corps du 153e régiment d'infanterie
- 01/09/1897: commandant de la 21e brigade d'infanterie et de la subdivision de région de Nancy
- 24/09/1901: commandant de la  41e Division d'Infanterie
- 09/10/1903: commandant du  7e Corps d'Armée
- 27/03/1907: placé dans la section de réserve.